# アンドレ・デビュース三世
アンドレ・デビュース三世（Andre Dubus III, 1959年9月11日 - ）はアメリカ合衆国の小説家、短編小説家。マサチューセッツ大学ローウェル校教授である。作家アンドレ・デビュースは父親。

## 生い立ちと経歴
パトリシア（ニー・ロウ）とルイジアナ州出身の作家アンドレ・デビュースとの間にカリフォルニア州オーシャンサイドに生まれたアンドレ・デビュース三世は、マサチューセッツ州とニューハンプシャー州の州境に沿うメリマック渓谷の工場町にて、スザンヌ、ジェブ、ニコルの3人の妹弟と共に育った。 小説を書きはじめたのは22歳、テキサス大学オースティン校で社会学の学士を得て卒業後数ヶ月が経った頃のことだった。生活費を稼ぐために、彼は大工、バーテンダー、掃除夫、探偵、更正相談員、中間施設相談員として働いた。
短編小説「フォーキー」（掲載第一作）が『プレイボーイ』誌に掲載されたのは、彼が23歳の時だった。 その長編小説『砂と霧の家』 (1999)は全米図書賞の最終候補作 となり 、本作を原作とした同名映画はアカデミー賞にノミネートされた。 2011年の回顧録『Townie （タウニー）』において、彼は両親が離婚した後のマサチューセッツ州ヘイヴェルでの貧しい生活、喧嘩、ボクシングを語り、そして父親との関係を詳細にわたって回想している。エッセイ"Blood, Root, Knit, Purl" がアンソロジーKnitting Yarns: Writers on Knittingに所収された（2013年11月、 W. W. Norton & Company刊）。

## 所属
PEN American Centerの1メンバーとして、デビュースはthe National Book Foundation とthe National Endowment for the Artsのパネリストを勤めている。教授としてハーバード大学、タフツ大学、エマソン大学で創作を教え、マサチューセッツ大学ローウェル校で専任教授となった。

## 受賞歴

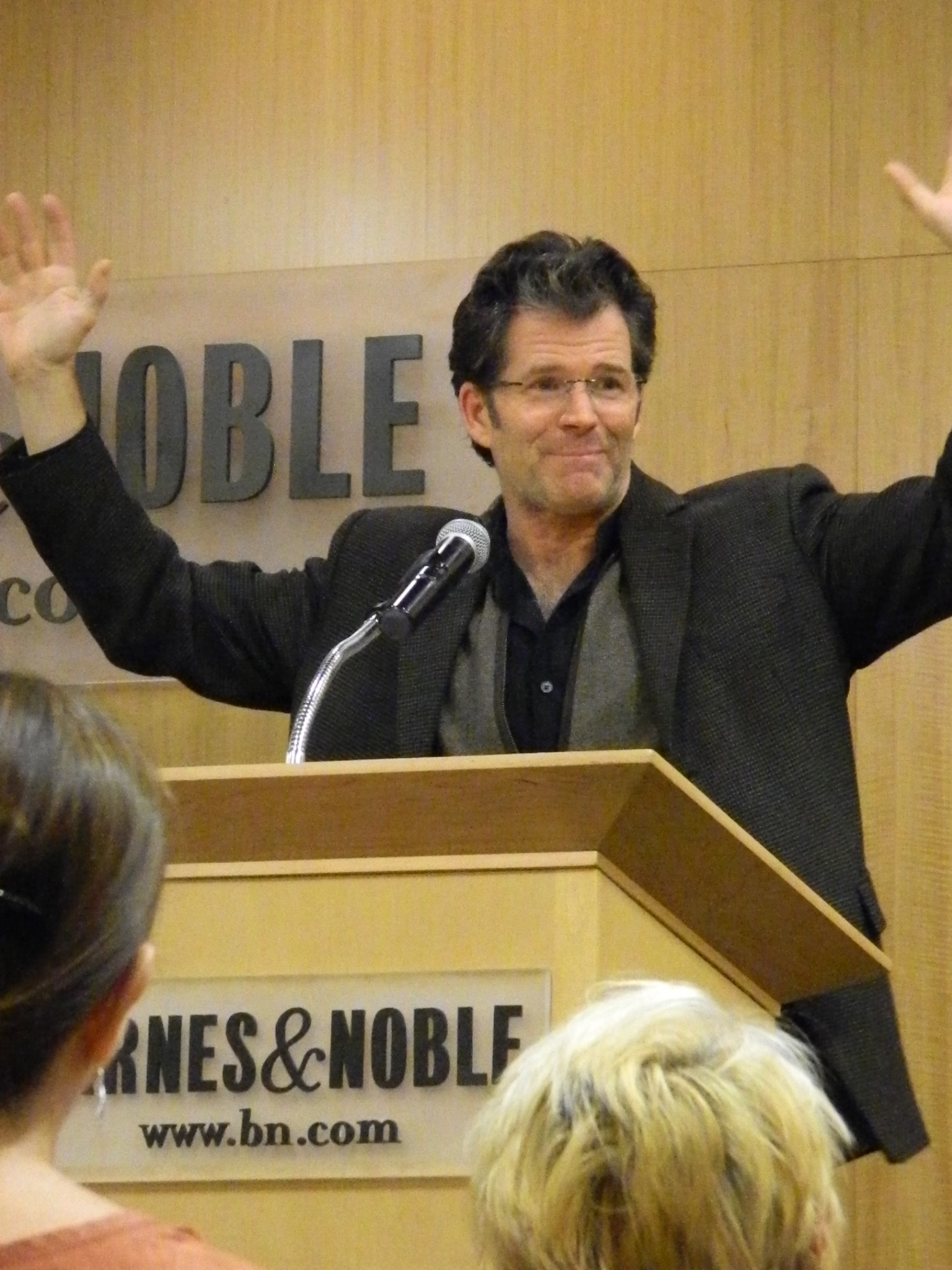
『ダーティ・ラブ』を語るデビュース

デビュースの作品は『ベスト・アメリカン・エッセイズ1994』『ベスト・スピリチュアル・ライティング1999』『ベスト・オブ・ホープ・マガジン』に選ばれている。また、グッゲンハイム・フェロー、全米雑誌賞小説部門、プッシュカート賞を受賞。アメリカン・アカデミー・オブ・アーツ・アンド・レターズ主催のローマ賞最終候補作に選ばれた。長編小説『砂と霧の家』は全米図書賞最終候補作に選ばれた他、ロサンゼルス・タイムズ・ブック・プライズ、ブックセンス・ブック・オブ・ザ・イヤーを受賞。オプラ・ブック・クラブOprah Book Club で紹介され、ニューヨーク・タイムズのベストセラー・リストに載った。本作は20カ国語に翻訳され、2003年ヴァディム・パールマン監督による映画化作品はアカデミー賞にノミネートされた。

## 家族
妻はダンサー、フォンティーヌ・ドーラス。子供3人とマサチューセッツ州ニューベリーポートに暮らす。

## 著作品

### 小説

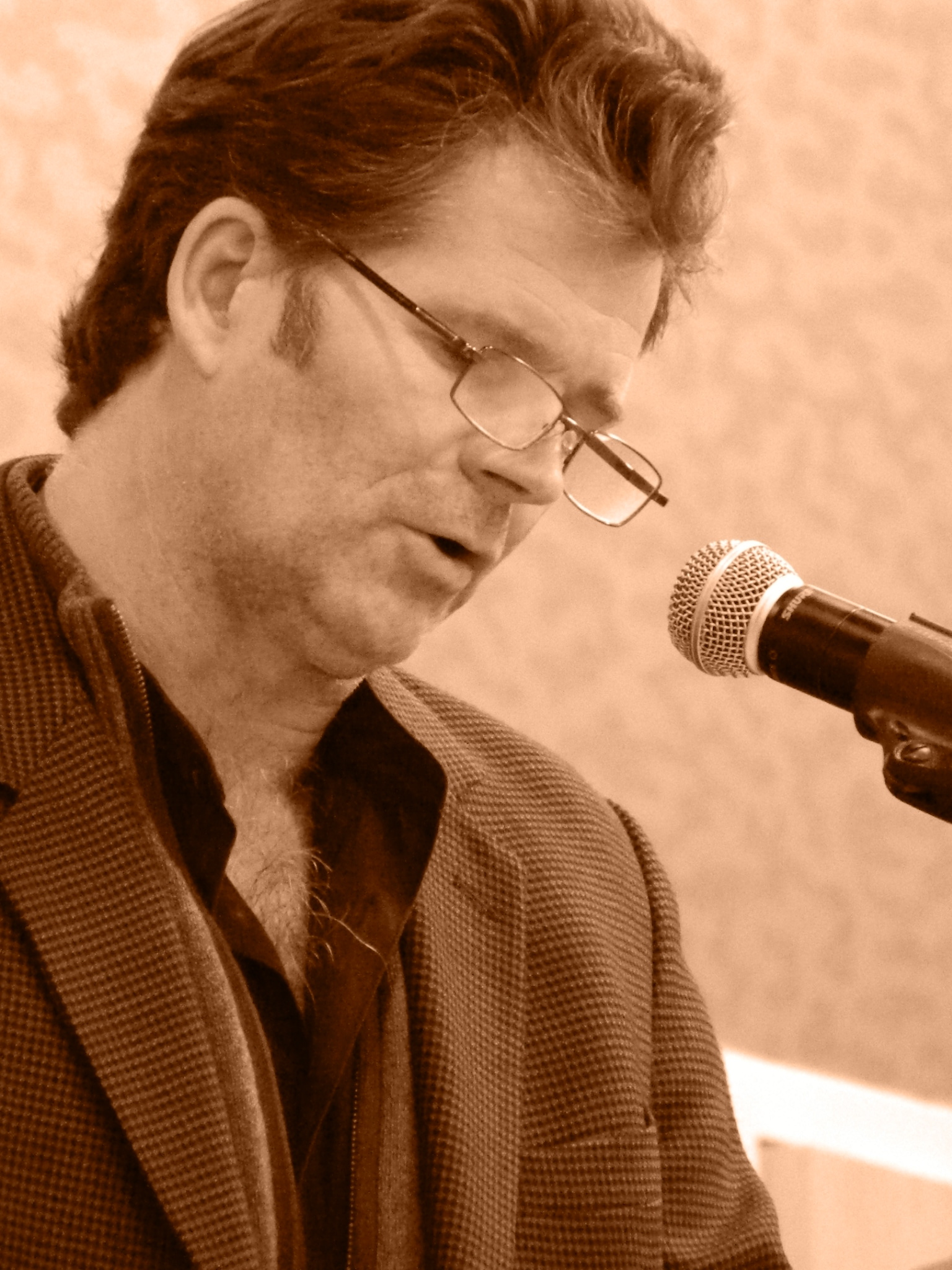
2013

- The Cage Keeper and Other Stories (1989)
- Bluesman (1993)
- House of Sand and Fog (W. W. Norton, 1999)
- The Garden of Last Days (W. W. Norton, 2008)
- Dirty Love (W. W. Norton, 2013)

### ノンフィクション
- Townie: A Memoir (W. W. Norton, 2011)

### アンソロジー
- "Blood, Root, Knit, Purl". Knitting Yarns: Writers on Knitting edited by Ann Hood (W. W. Norton, 2013)

## 参照
1. ↑  Andre Dubus profile, enotes.com; accessed September 15, 2015.
2. 1 2  William Plummer (March 12, 2001).
3. ↑  "Andre Dubus, III".
4. ↑  "In the footsteps of the 9/11 hijackers: For his latest novel, Andre Dubus III researched and imagined his way into the minds of terrorists–and an American stripper who danced for them". connection.ebscohost.com.
5. ↑  1999 National Book Awards, http://www.nationalbook.org/nba1999.html
6. ↑  Nominees & Winners for the 76th Academy Awards, http://www.oscars.org/awards/academyawards/oscarlegacy/2000-2009/76nominees.html
7. ↑  Profile, nshoremag.com; accessed September 15, 2015.